# Réserve naturelle Orkjärve
La réserve naturelle Orkjärve est une réserve naturelle créée en 2005 et située dans le comté de Harju en Estonie.

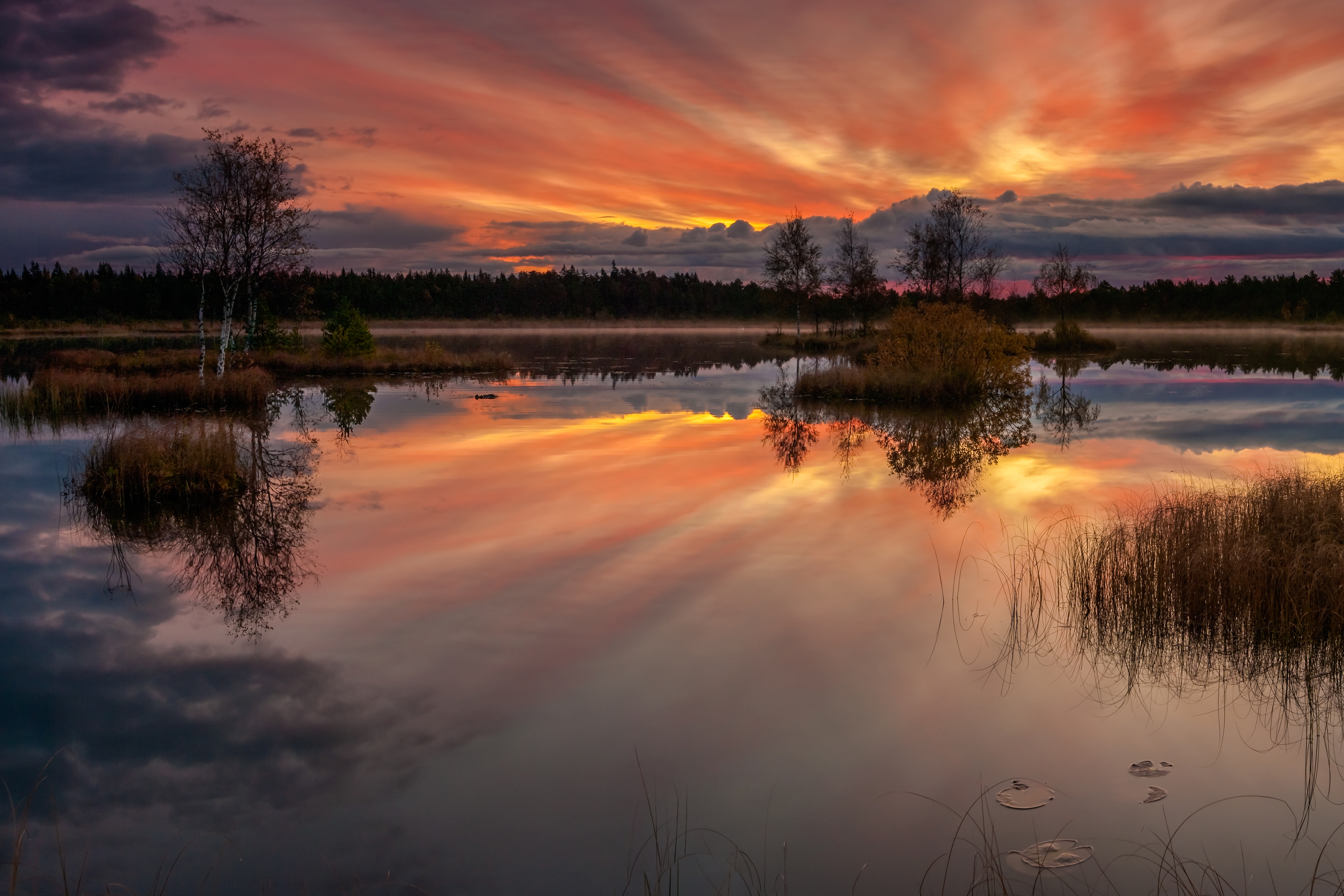
Lever du soleil sur le lac du Laanemaa